# Десант у косы Вербяной
Десант на косу Вербяная 1 мая 1943 года — тактический морской десант, высаженный Азовской военной флотилией в Великой Отечественной войне.
В конце апреля — начале мая 1943 года части 9-й армии (командующий генерал-лейтенант К. А. Коротеев) Северо-Кавказского фронта проводили частную наступательную операцию с целью прорыва прибрежного участка оборонительного рубежа 17-й немецкой армии (так называемой «Голубой линии»), выходившего к Азовскому морю у косы Вербяная (севернее города Темрюка, Краснодарский край). Поскольку местность в районе наступления изобиловала плавнями и лиманами, затруднявшими продвижение наших войск, командующий фронтом генерал-полковник И. Е. Петров приказал командующему флотилией контр-адмиралу С. Г. Горшкову высадить на косу тактический десант и оказать тем самым содействие армейским частям. В состав десанта было выделено 238 человек из 41-й стрелковой дивизии НКВД. Десант действовал двумя боевыми группами примерно равной численности во взаимодействии друг с другом.
Высадка производилась с двух сторожевых катеров (командир отряда катеров капитан-лейтенант А. П. Кудинов). При высадке корабли были обнаружены противником. Оказалось, что вопреки данным разведки противник создал противодесантную оборону, там находились одна артиллерийская батарея, несколько пулемётных точек и прожекторов. Кроме того, вдоль берега патрулировал вражеский сторожевой катер.
Под огнём врага около 03:00 местного времени 1 мая десант был высажен и скрылся в прибрежные плавни. Совершив обходной манёвр, к утру десантники вышли к позициям противника и атаковали их с тыла. Советские катера остались в зоне высадки для отвлечения на себя внимания, вели артиллерийский бой с артиллерией врага и уничтожили прожектора. Подошедший к месту боя немецкий катер был атакован, получил несколько прямых попаданий и выбросился на берег. Преследовавшие его советские моряки захватили в плен членов его экипажа. Оба советских катера также получили незначительные повреждения, но экипажи продолжили выполнять боевую задачу. С рассветом, когда десант вступил в бой, катера оказывали артиллерийскую поддержку, также было организовано истребительное прикрытие авиацией 8-й воздушной армии.
Действия десанта имели успех, оборона противника была прорвана. Днём в место операции прибыл дивизион речных полуглиссеров Азовской военной флотилии, что сыграло значительную роль: свободно передвигаясь в мелководных плавнях, эти вооруженные пулемётами корабли поддерживали атакующие части, эвакуировали раненых, доставляли боеприпасы. В течение дня 1 мая войска 9-й армии продвинулись на несколько километров, немецкие войска были вытеснены с прибрежного участка, а также со значительной части самой косы Вербяная. Армия заняла удобный рубеж, с которого позднее перешла в наступление в Новороссийско-Таманской операции.
Однако есть и иные оценки операции. Так, по мнению А. Абрамова, «десант задачу не выполнил, понёс большие потери, а его остатки пробились к своим войскам».
Решение командования на выделение столь небольших сил в десант было вполне оправданным, так как немецкая оборона в плавнях строилась по системе укреплённых пунктов и для взятия 1—2 таких пунктов этих сил было достаточно. Но выделение командующим флотилией для операции всего двух катеров было явно рискованным: к месту высадки катера шли перегруженными и при заблаговременном обнаружении врагом не смогли бы маневрировать. К тому же на них концентрировался весь огонь противника. То есть, вся десантная операция могла сорваться при попадании вражеского снаряда в один из катеров. Также следовало бы выделить корабли (или катера) артиллерийской поддержки, которые бы одновременно отвлекали на себя вражеский огонь от катеров высадки.
Этот десант стал первой десантной операцией Азовской флотилии после её воссоздания в феврале 1943 года. Командование флотилии сделало правильные выводы из этой операции, что подтвердили последующие десанты (Мариупольский десант, Таганрогский десант (1943)) в августе — сентябре 1943 года.